# 陳果 (萬曆進士)
陳果（1557年—？），字稚碩，號一陽，廣東廣州府新安縣人，竈籍，明朝政治人物。

## 生平
萬曆四年（1576年）丙子科廣東鄉試三十七名，萬曆十四年（1586年）丙戌科會試八名，登二甲第六十一名進士。都察院观政，

## 家族
曾祖陳進；祖父陳英；父陳悃，曾任生員。嫡母吳氏；生母徐氏。慈侍下。兄陈典、陈则。弟陈槃、陈檠、陈棨。